# Chuột chù đồng cỏ savanna
Chuột chù đồng cỏ savanna, tên khoa học Crocidura fulvastra, là một loài động vật có vú trong họ Chuột chù, bộ Soricomorpha. Loài này được Sundevall mô tả năm 1842. Chúng được tìm thấy ở Bénin, Burkina Faso, Cameroon, Cộng hòa Trung Phi, Tchad, Cộng hòa Dân chủ Congo, Djibouti, Eritrea, Ethiopia, Kenya, Mali, Mauritanie, Niger, Nigeria, Sudan, và Uganda.